# Стрелы (песня)
«Стре́лы» — дебютная песня и сингл российской рок-группы «Северный Флот». Выпущена 2 октября 2013 года в качестве интернет-сингла, предшествуя выходу альбома «Всё внутри». Песня посвящена Михаилу Горшенёву. Композиция была впервые исполнена 27 сентября 2013 года в Гомеле, на первом концерте прощального тура группы «Король и Шут». Премьера студийной версии песни состоялась 2 октября.. Радиопрезентация песни состоялась 18 октября на «Нашем радио» в хит-параде «Чартова дюжина».

## История создания
Это поиск нового саунда, ориентированного, прежде всего, под мой вокал, который не похож на Михин. Мы планируем писать разноплановые, но динамичные и громкие песни, с тяжёлым гитарным звуком, без привязки к определённой стилистике.
Впервые о возможном выпуске сингла, который будет предшествовать дебютному альбому «Северного флота» рассказал Яков Цвиркунов 23 августа 2013 года в эфире интернет-радиостанции Фонтанка.fm. Название песни «Стрелы» было опубликовано 11 сентября на официальных интернет-ресурсах группы. К записи сингла в студии музыканты приступили 18 сентября. В день записи вокальной партии Александр Леонтьев простудился, но, благодаря своевременному приёму лекарств, болезнь удалось приостановить и голос был записан. К вечеру 20 сентября все вокальные и инструментальные партии были записаны и звукорежиссёр Андрей Самсонов приступил к микшированию материала. Сведение песни было завершено поздно вечером 22 сентября, о чём написал в своём твиттере Яков Цвиркунов. В это же время Андрей Самсонов объявил на своём сайте:

 …Закончил сведение первого сингла; первой, главной, прекрасной, краеугольной песни — группы Северный Флот!….
Композиция была впервые исполнена 27 сентября 2013 года в Гомеле, на первом концерте прощального тура группы «Король и Шут». Премьера студийной версии песни состоялась 2 октября в официальном сообществе группы Вконтакте. Радиопрезентация песни состоялась 18 октября на «Нашем радио» в хит-параде «Чартова дюжина».

## Смысл песни
20 декабря 2013 года, Александр Леонтьев объяснил смысл песни «Стрелы»:

…Миха действительно скрывался под масками, очень немногие видели его без них, сын Солнца — это его лучший образ с иглами как солнечные лучи, и его улыбка. В смерти мы все одиноки, а ощущение дерева кожей рук — это мое юношеское, был глупый суицидальный опыт, каюсь, и глаза мои видели лиловый свет, а руки ощущали дерево, так уж вышло; припев о том, что мы, оставшись в очень тяжелой ситуации, не сдаемся, потому что дело наше не окончено, и силы еще есть, звери в берлогах — это наши страхи, что ничего не получится, и боязнь чужих мнений, и насмешек, а стрелы, уже выпущенные, не дают шансов на отступление, их не вернешь назад, и ты ввязываешься в бой, и будь что будет. Когда Миха ушел, в Питере все дни шел дождь, и город действительно стал им, и как только мы проводили Миху — дождь прекратился, это многие помнят, кто был в те дни в Питере. Потом, читая в сети общение людей, я заметил, что очень многие писали, что Миха им стал сниться, как и многим близким людям — как будто он ушел в наши сны. И очень легли на душу Лешины слова, что Миха как будто уехал, и его просто сейчас с нами нет, мы все долгое время действительно глубоко внутри ощущали, что все еще его ждем…

## Достижения

### Чартова дюжина
| Неделя | Дата            | Место |
| ------ | --------------- | ----- |
| 1      | 25 октября 2013 | 11    |
| 2      | 1 ноября 2013   | 8     |
| 3      | 8 ноября 2013   | 4     |
| 4      | 15 ноября 2013  | 1     |
| 5      | 22 ноября 2013  | 1     |
| 6      | 29 ноября 2013  | 1     |
| 7      | 6 декабря 2013  | 1     |

| Неделя | Дата            | Место |
| ------ | --------------- | ----- |
| 8      | 20 декабря 2013 | 1     |
| 9      | 17 января 2014  | 2     |
| 10     | 24 января 2014  | 5     |
| 11     | 31 января 2014  | 6     |
| 12     | 7 февраля 2014  | 6     |
| 13     | 21 февраля 2014 | 10    |

### 500 НАШИх лучших песен
Песня заняла 134 место в хит-параде «500 лучших песен Нашего Радио», проведённом в январе 2014 года.

## Участники записи
| - Александр Леонтьев — вокал, гитара - Яков Цвиркунов — гитара - Александр Куликов — бас-гитара - Павел Сажинов — клавишные - Александр Щиголев — ударные | - Аранжировка — группа «Северный Флот» - Саунд-продюсер — Андрей Самсонов |

## Факты
- Аранжировку к этой композиции решено было сделать немного сырой и минималистичной, по аналогии со звучанием альбома «Я Алкоголик Анархист».
- Композицию перезаписали для альбома «Всё внутри».